# Chasing the Dragon (cântec de Epica)
Chasing the Dragon este cel de-al doilea single al formației de origine olandeză, Epica, extras de pe albumul The Divine Conspiracy.

## Lista melodiilor
1. "Chasing the Dragon" - 7:41